# Ботьки (гміна)
Гміна Ботьки (пол. Gmina Boćki) — сільська гміна у східній Польщі. Належить до Більського повіту Підляського воєводства. Адміністративний центр — село Ботьки.
Станом на 31 грудня 2011 у гміні жило 4747 осіб.

## Територія
Згідно з відомостями за 2007 рік площа гміни становила 232.06 км², у тому числі:
- орні землі: 73.00 %
- ліси: 20.00 %

Отже площа гміни становить 16.75 % площі повіту.

## Населення
Станом на 31 грудня 2011:
| Опис     | Загалом | Загалом | Чоловіки | Чоловіки | Жінки | Жінки |
| -------- | ------- | ------- | -------- | -------- | ----- | ----- |
| одиниця  | осіб    | %       | осіб     | %        | осіб  | %     |
| все      | 4747    | 100     | 2438     | 51.36    | 2309  | 48.64 |
| міське   | 0       | 100     | 0        |          | 0     |       |
| сільське | 4747    | 100     | 2438     | 51.36    | 2309  | 48.64 |

## Сусідні гміни
Гміна Ботьки межує з такими гмінами: Більськ-Підляський, Бранськ, Дідковичі, Кліщелі, Милейчиці, Орля.